# 사범대학
사범대학(師範大學, teacher's college)은 교원을 양성하는 것을 목적으로 하는 목적대학이다. 대한민국의 경우 중등교원을 양성하는 대학만을 사범대학이라고 부르며, 초등교원은 교육대학교를 별도로 설치하여 교원을 양성하고 있다.

## 사범대학의 체제
사범대학은 크게 목적형 사범대학과 개방형 사범대학으로 나눌 수 있다. 목적형 사범대학은 교원양성만을 목적으로 설치되어 졸업 후 자동발령제나 의무복무제를 통해 교원으로 바로 발령시키는 것을 말하며, 개방형 사범대학은 희망자에 한해 교원으로 발령시키는 제도를 말한다. 개방형의 경우 일반대학에서 학사 과정을 이수한 다음 대학원에서 교원양성과정을 이수하는 경우를 포함한다. 미국의 경우 개방형 제도이며, 북한의 경우 목적형으로 교원을 양성하고 있다.
대한민국의 경우 목적형과 개방형을 모두 채택한다고 볼 수 있는데, 1980년대까지 주로 목적형이었다가 자동발령제가 폐지되면서 목적형과 개방형의 절충적 제도로 변모되었다. 현재는 사범대학을 졸업하여 교원이 되거나 일반대학에 설치된 교직과정을 이수하여 교원이 되고, 일반대학을 졸업한 뒤 교육대학원에서 교직과정을 이수하여 교원이 되기도 한다.

## 대한민국의 사범대학
대한민국의 사범대학은 중등교원을 양성하는 대학만을 가리킨다. 4년의 수업 연한을 가지고 있으며 종합대학의 단과대학으로 설치되는 것이 보통이나, 한국교원대학교의 경우와 같이 독립된 대학으로 설치되기도 하고 경성대학교 윤리교육과처럼 일반대학의 사범계 학과로 설치되기도 한다.

## 교직 과정
전문직인 교원 자격의 취득에 필수적인 기본 교육과정을 말한다. 교직적 이해와 기술을 학습하는 과정으로 교육적 철학(哲學), 교육사(敎育史), 교육의 사회학적 기초, 인간의 인지적 · 신체적 · 감성적인 성숙단계와 교육행정 및 법규의 이해, 학급의 경영, 교육과정의 이론과 교육평가 방법 등의 내용이 포함된다.

## 같이 보기
- 대한민국의 사범대학
- 교육대학
- 교직과정
- 교육실습
- 교원양성제도
- 교원평가제